# Lac-à-la-Tortue
Lac-à-la-Tortue est un secteur de Shawinigan, dans la région de la Mauricie, au Québec, Canada. L'usage inclut le lac à la Tortue dans la Batiscanie, nom vernaculaire pour désigner le bassin versant de la rivière Batiscan.
Au Canada, l'ère de l'aviation commerciale de brousse débute en 1919 au Lac-à-la- Tortue lorsque Stuart Graham effectue le premier vol de reconnaissance de feu de forêt, un succès qui entraîne la création de la Laurentide Air Service Ltd,. Depuis le XXe siècle, le secteur constitue un centre de villégiature réputé.

## Histoire

### Les premiers colons
À la suite des révoltes des patriotes de 1837-1838, Lord Durham conseille au gouvernement britannique d’instaurer une structure municipale dans l’ensemble des paroisses de la colonie. Ainsi, il y a proclamation de la municipalité de la paroisse de Notre-Dame-du-Mont-Carmel en 1859. L’arrivée des premiers colons sur le territoire de la municipalité de Lac-à-la-Tortue se fait en 1867. À l’époque, le territoire est seulement une mission de la paroisse de Notre-Dame-du-Mont-Carmel.
En décembre 1894, la paroisse est érigée canoniquement. Progressivement, la population de la mission augmente pour atteindre le total de 600 personnes en 1895. Le détachement de la municipalité de Notre-Dame-du-Mont-Carmel est proclamé le 30 mars 1895. Le 29 avril 1895, la première élection municipale est tenue. À la première assemblée, le 6 mai de la même année, les conseillers municipaux choisissent Onésime L'Heureux comme premier maire de la municipalité. Il est important de noter que les citoyens de la municipalité ont trouvé leur patronyme que dernièrement. C’est le 15 avril 1986, à la suite d'un concours dans les écoles primaires organisé par la bibliothèque et le conseil municipal, que les patronymes Tortulinois et Tortulinoise furent trouvés par un élève de cinquième année du nom de Martin Robichaud.

### Aviation
En juin 1919, les incendies ravagent les forêts du Québec. Pour détecter les foyers d'incendies avant qu’ils ne prennent des proportions incontrôlables, la papetière Laurentide Pulp and Paper de Grand-Mère (Secteur) songe à utiliser l'avion pour la patrouille des forêts. À cette fin, le gouvernement canadien acquiert, de la marine américaine, deux hydravions à coque Curtiss HS-2L, conçus initialement pour la patrouille anti-sous-marine.
Les Curtiss HS-2L étaient des sortes de bateau volant à habitacle ouvert, un des deux appareils (baptisé La Vigilance) décolle de Halifax le 5 juin 1919, piloté par Stuart Graham (1896 -1976). L'hydravion se pose au Lac-à-la-Tortue trois jours plus tard.
La décision de permettre à l’équipage de se poser sur le Lac à la Tortue fut prise par Robert F. Grant, président de la Saint-Maurice Forest Protective Association. Le Lac à la Tortue était un lieu d'amerrissage parfait, les rives sont dégagées de montagnes et à l’époque, l’usine Laurentide Pulp, utilisait la rivière Saint-Maurice  pour le flottage du bois.
Depuis 2005, l’hydrobase de lac à la Tortue est répertoriée lieu historique du Canada, via Parcs Canada et la Commission des lieux et monuments historiques du Canada (Parcs Canada, 2012).
Aujourd’hui, surtout utilisée à des fins récréotouristiques, la base du lac à la Tortue est un centre d’activités. surtout utilisée à des fins récréotouristiques, elle est considérée comme le berceau de l’aviation commerciale au Canada, de même que le berceau mondial de l’aviation de brousse,,,. (Photos  2023)

## Toponymie
Depuis 2002, le nom Lac-à-la-Tortue identifie un secteur de la nouvelle ville de Shawinigan`.
La Commission de toponymie Québec mentionne que les noms R. Torttue (avec 2 t) et L. Tortue apparaissent sur une carte intitulée Plan of the St-Maurice Territory, dressée par Joseph Cauchon en 1856. À l’endroit où se trouve le lac à la Tortue, il est inscrit en grosses lettres New Settlements, que nous pouvons traduire par Nouveau peuplement. La plus importante concentration de population est située dans le village, lui-même situé sur la rive sud-ouest du lac.

## Géographie
Le toponyme Lac-à-la-Tortue, déjà connu localement vers 1824, a servi à désigner le bureau de poste, ouvert en 1882, ainsi que l'actuelle municipalité de Lac-à-la-Tortue que l'on identifiait couramment jadis comme Saint-Théophile-du-Lac-à-la-Tortue. Les noms R. Tortue, pour désigner la rivière, et L. Tortue pour le lac apparaissent sur une carte intitulée Plan of the St-Maurice Territory, dressée par Joseph Cauchon en 1856. Le spécifique Tortue aurait été inspiré par la présence de ce reptile en cet endroit.

### Lac à la Tortue
À l'est de Grand-Mère, en Mauricie, le lac à la Tortue, d'une superficie de 3,3 km², reçoit les eaux du lac des Atocas. Il se décharge par la rivière à la Tortue (environ 15 km), et par la rivière des Envies, tributaire de la rivière Batiscan.

Lac à la Tortue
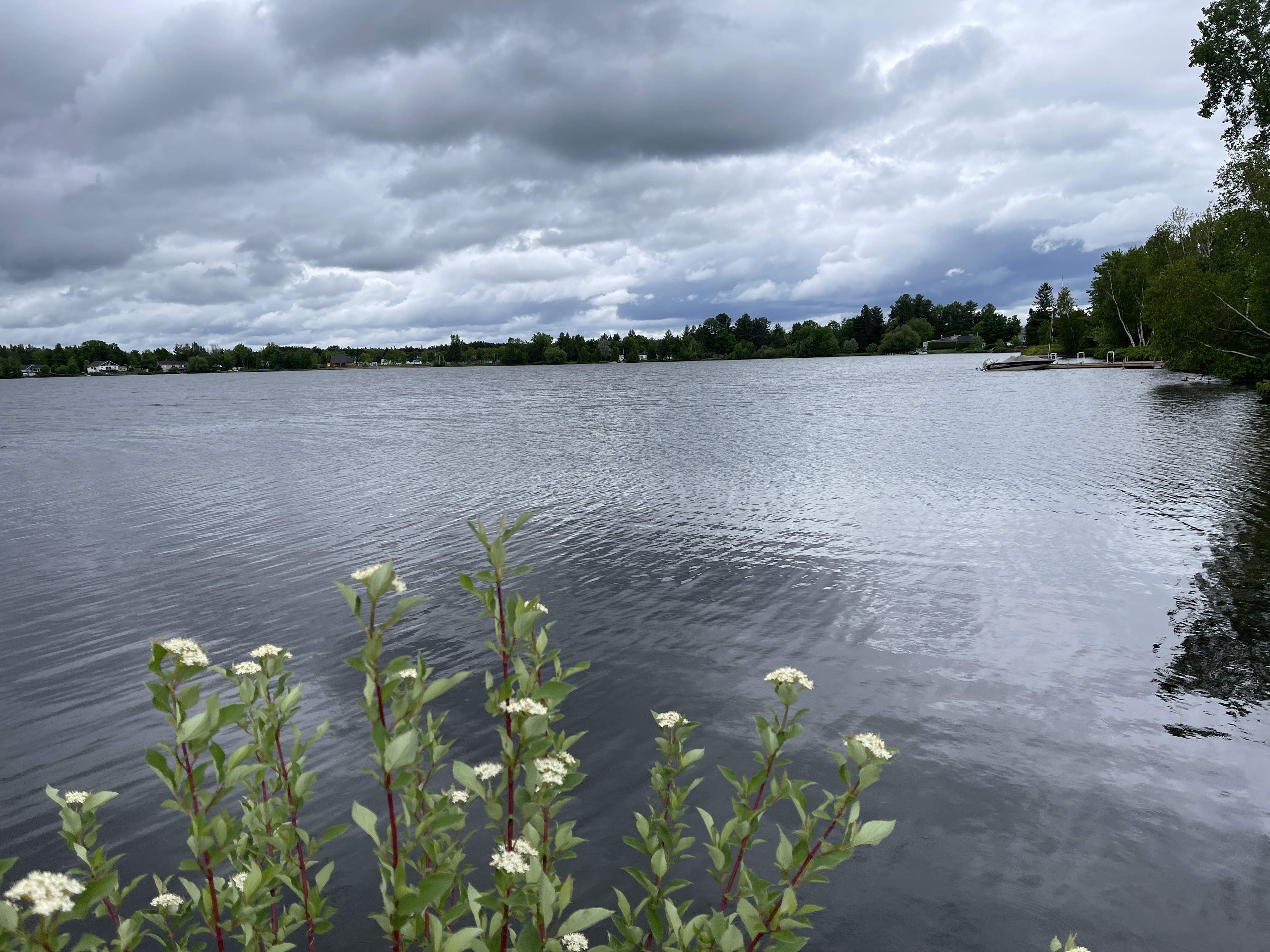
Bande riveraine, chemin de la Vigilance
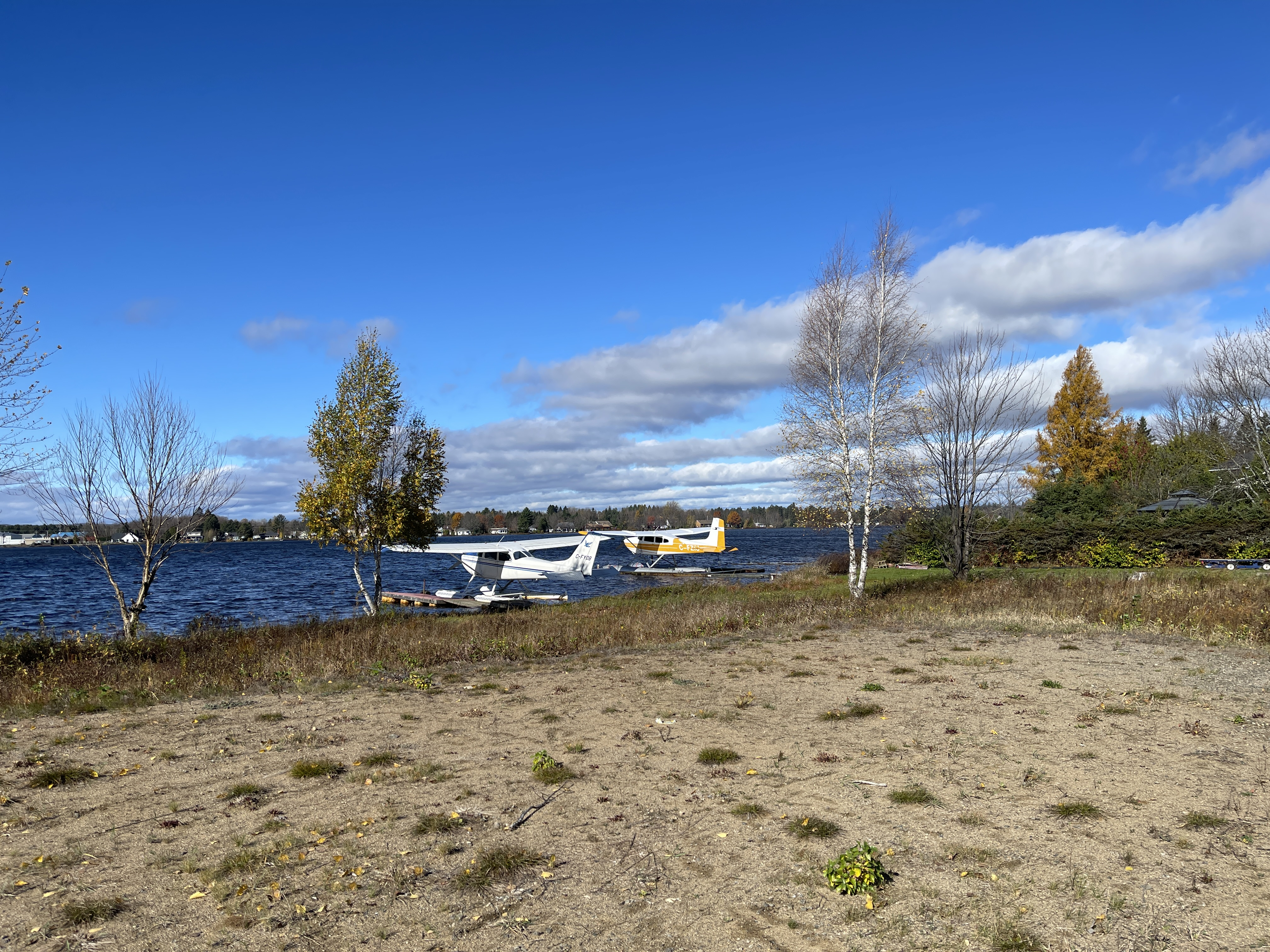
Bande riveraine, hydravions à quai privé, avenue du Tour-du-Lac
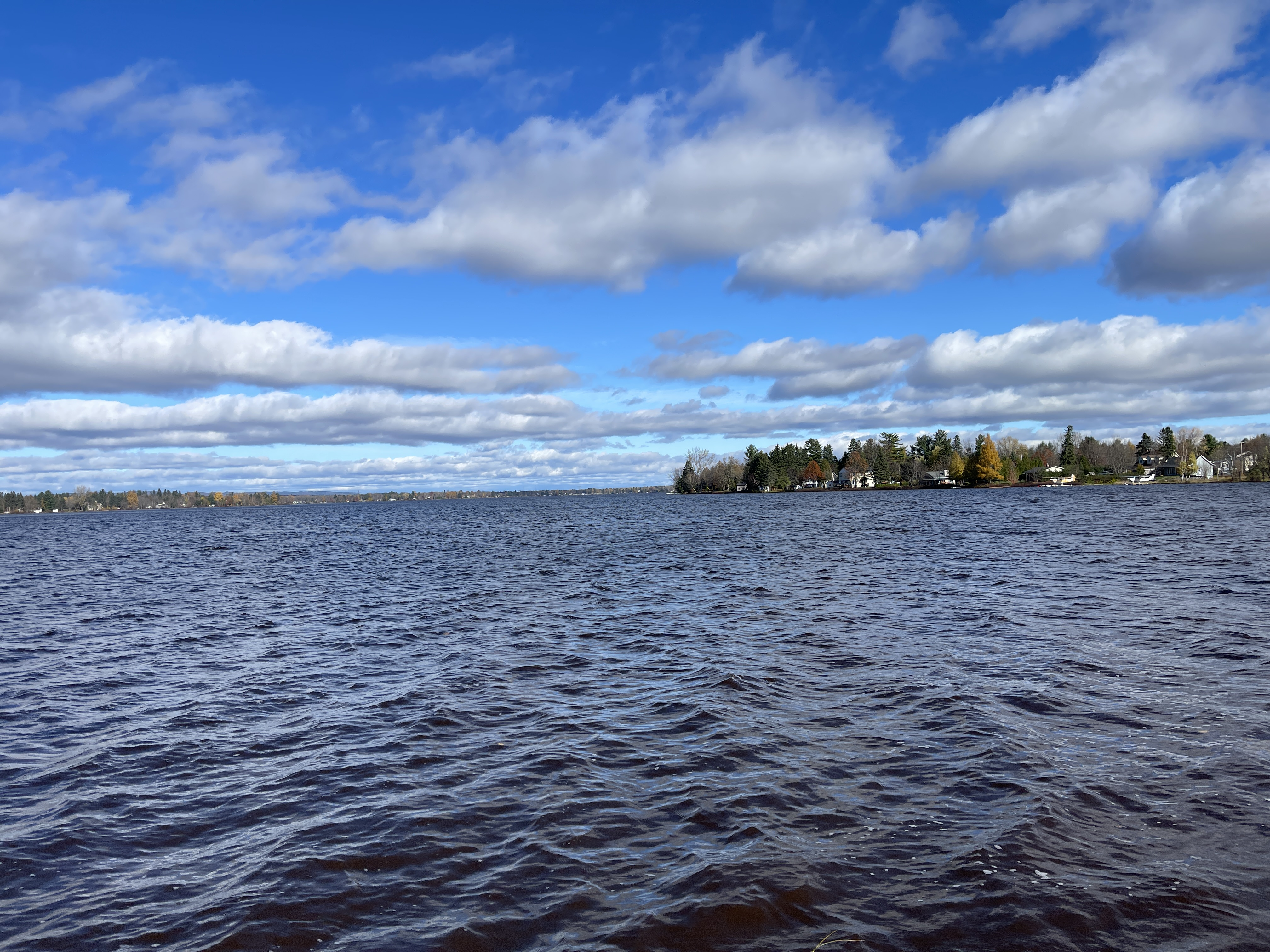
Rives et résidences, avenue du Tour-du-Lac
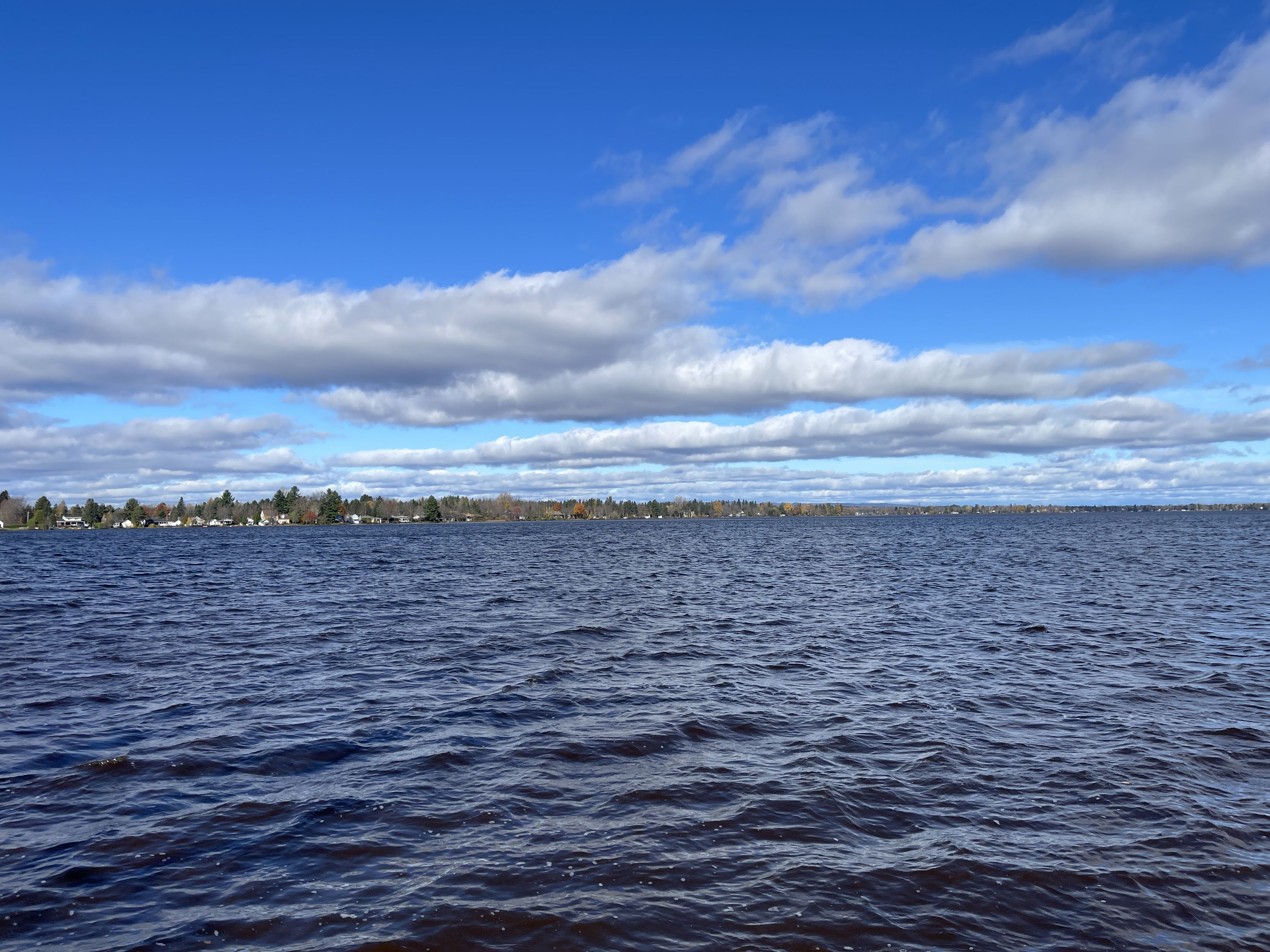
Rives et résidences, avenue du Tour-du-Lac

### Tourbière du Lac-à-la-Tortue
Le secteur Lac-à-la-Tortue comprend une partie de la tourbière du Lac-à-la-Tortue, la plus grande tourbière des basses-terres du fleuve Saint-Laurent.
La tourbière de Lac-à-la-Tortue se subdivise en deux lobes. Le lobe oriental s'étend sur plus de 11 kilomètres en direction nord-sud entre le lac à la Tortue et le lac Troptotchaud, tandis que la section ouest s'étend du lac Trotochaud jusqu'au rang Saint-Mathieu, à Notre-Dame-du-Mont-Carmel ( vers le nord-ouest. D'autre part, la réserve écologique de Lac-à-la Tortue englobe une partie du lobe occidental.

## Photos

Secteur Lac-à-la-Tortue
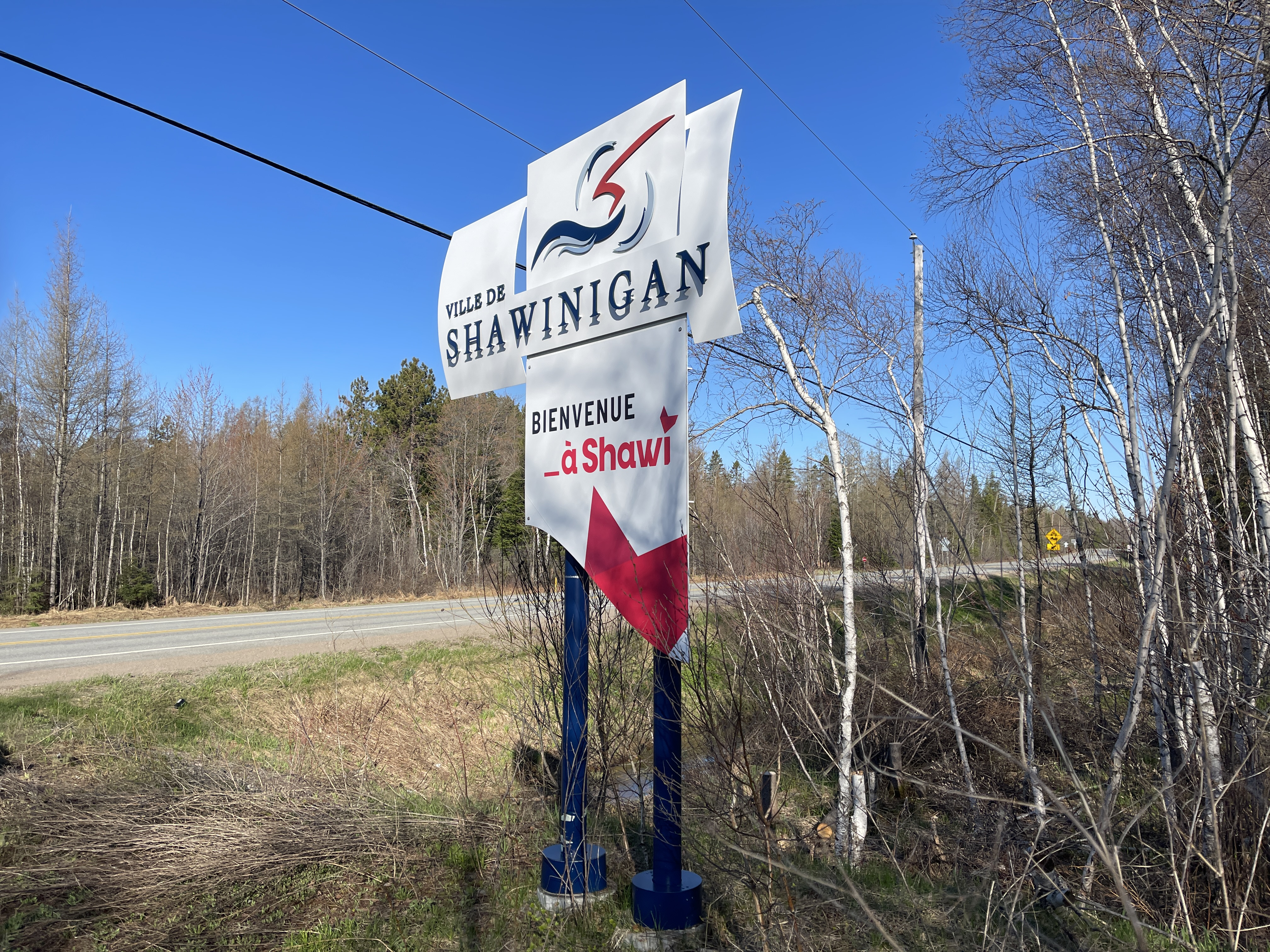
Panneau Ville de Shawinigan, route 359
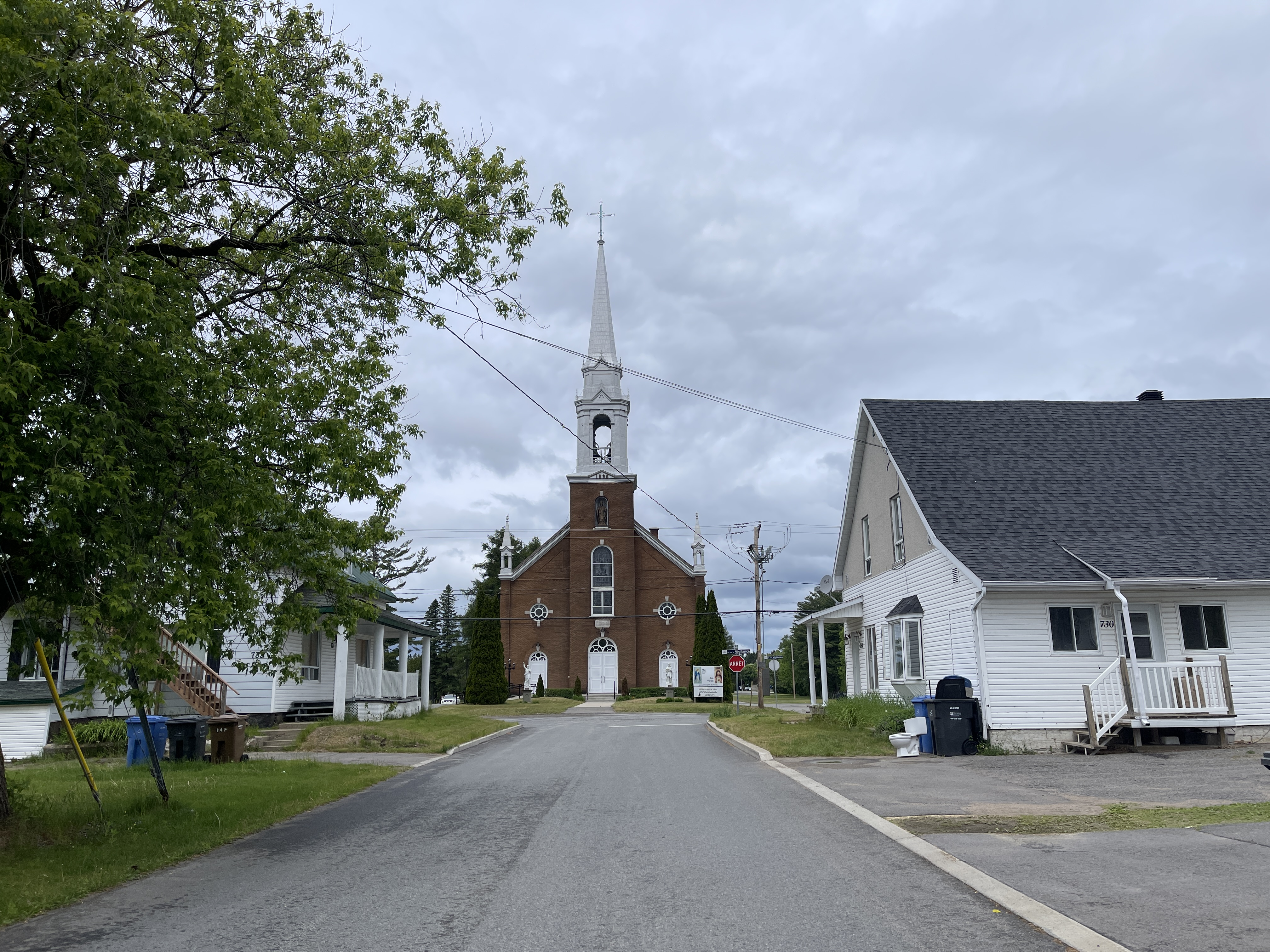
Église paroissiale Saint-Théophile, chemin de la Vigilance
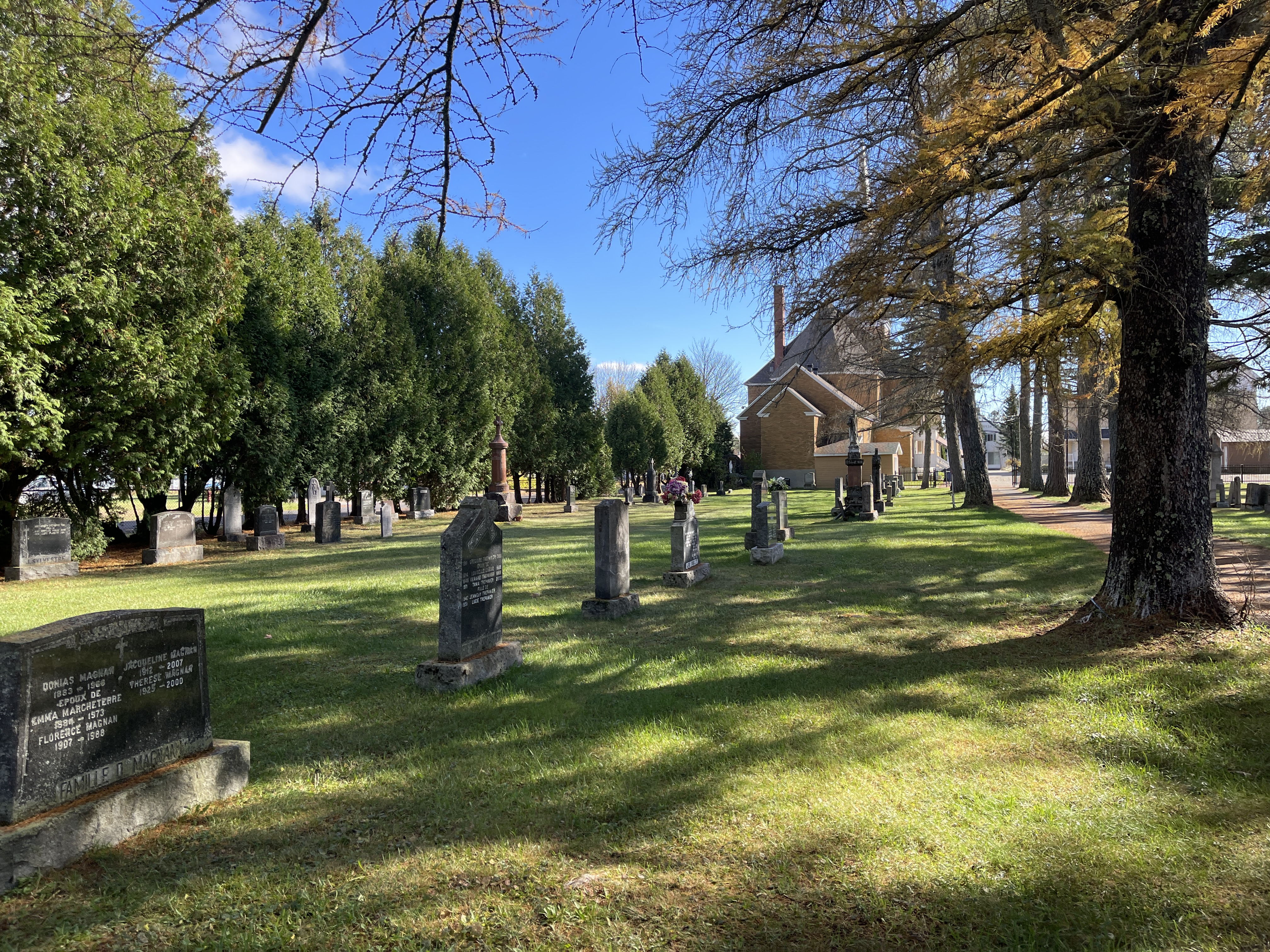
Cimetière et église de la paroisse Saint-Théophile, chemin de la Vigilance
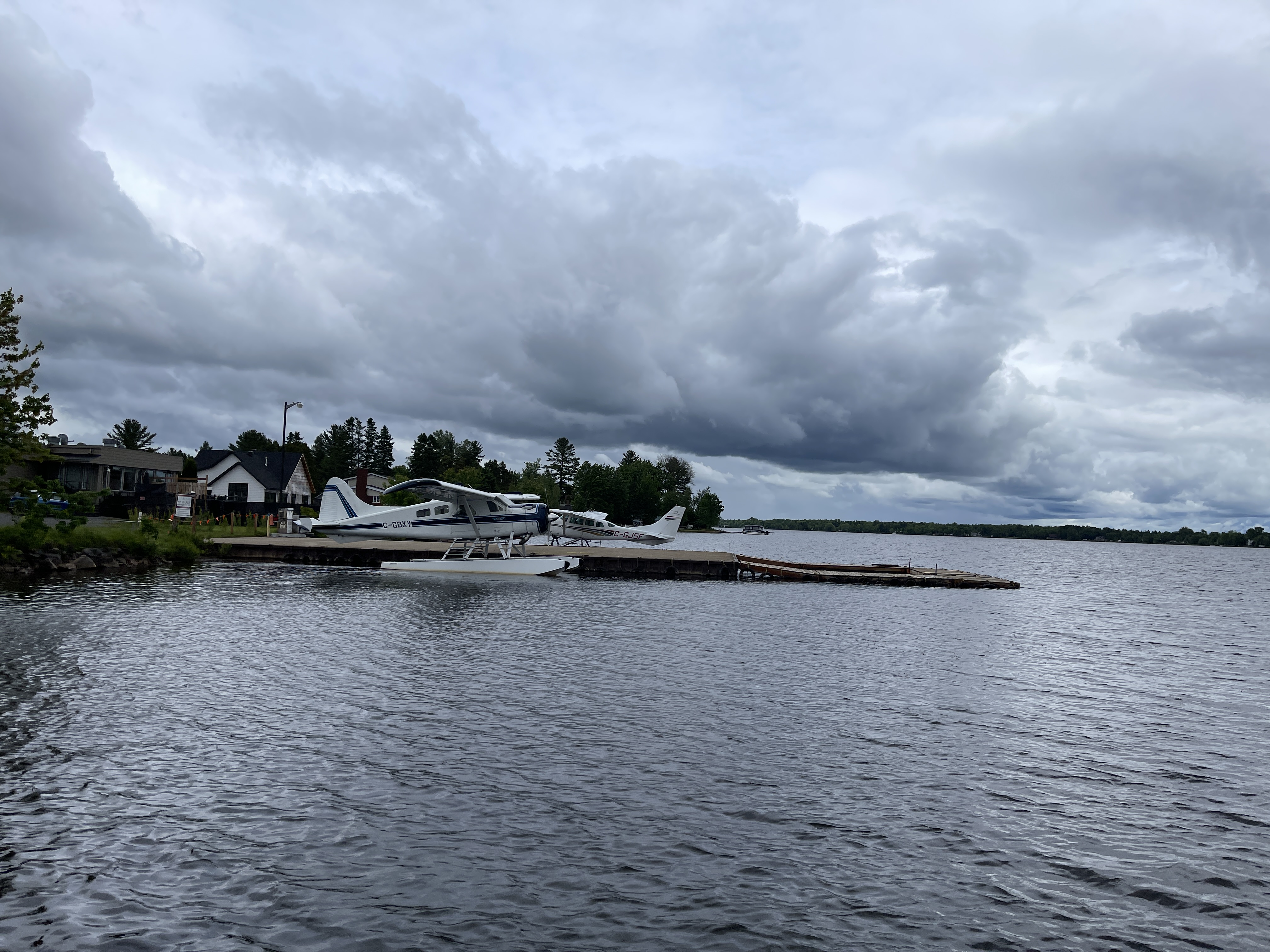
Hydravions à quai privé, chemin de la vigilance
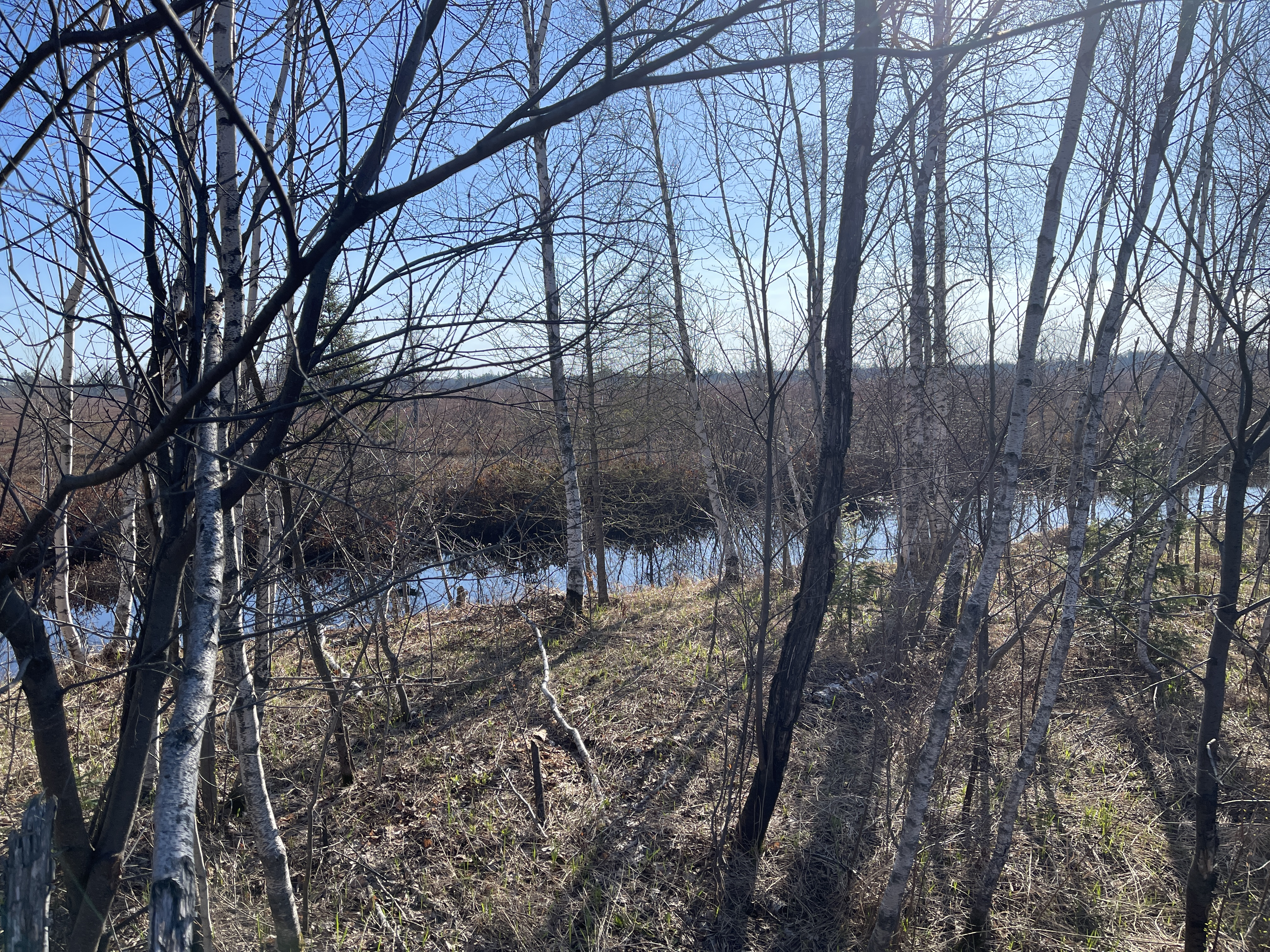
Tourbière du Lac-à-la-Tortue, route 359 (route de Lac-à-la-Tortue)

Berceau de l’industrie de l’aviation commerciale de brousse au Québec
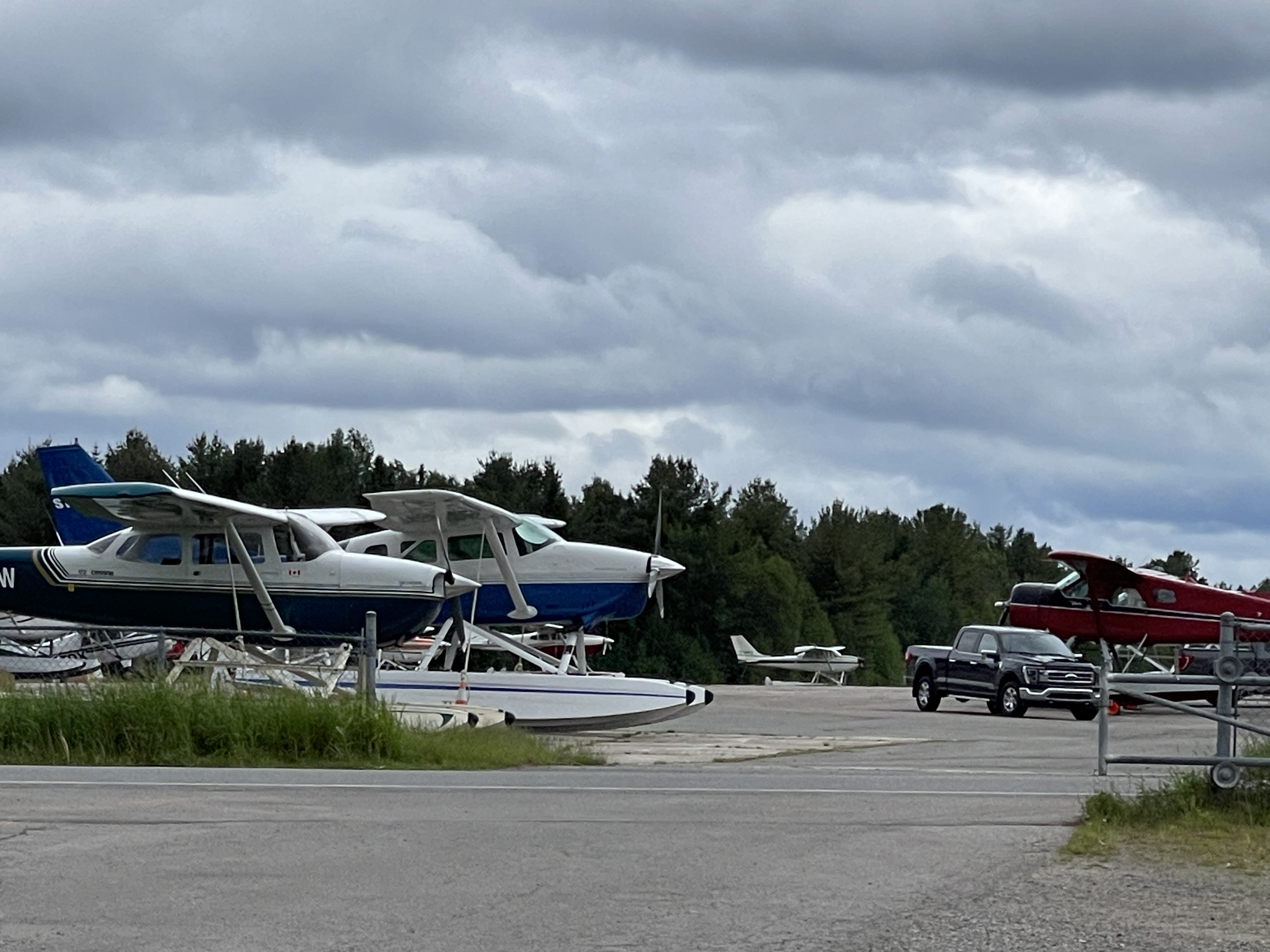
Tarmac de l'aérodrome de Lac-à-la-Tortue[8], chemin de la Vigilance
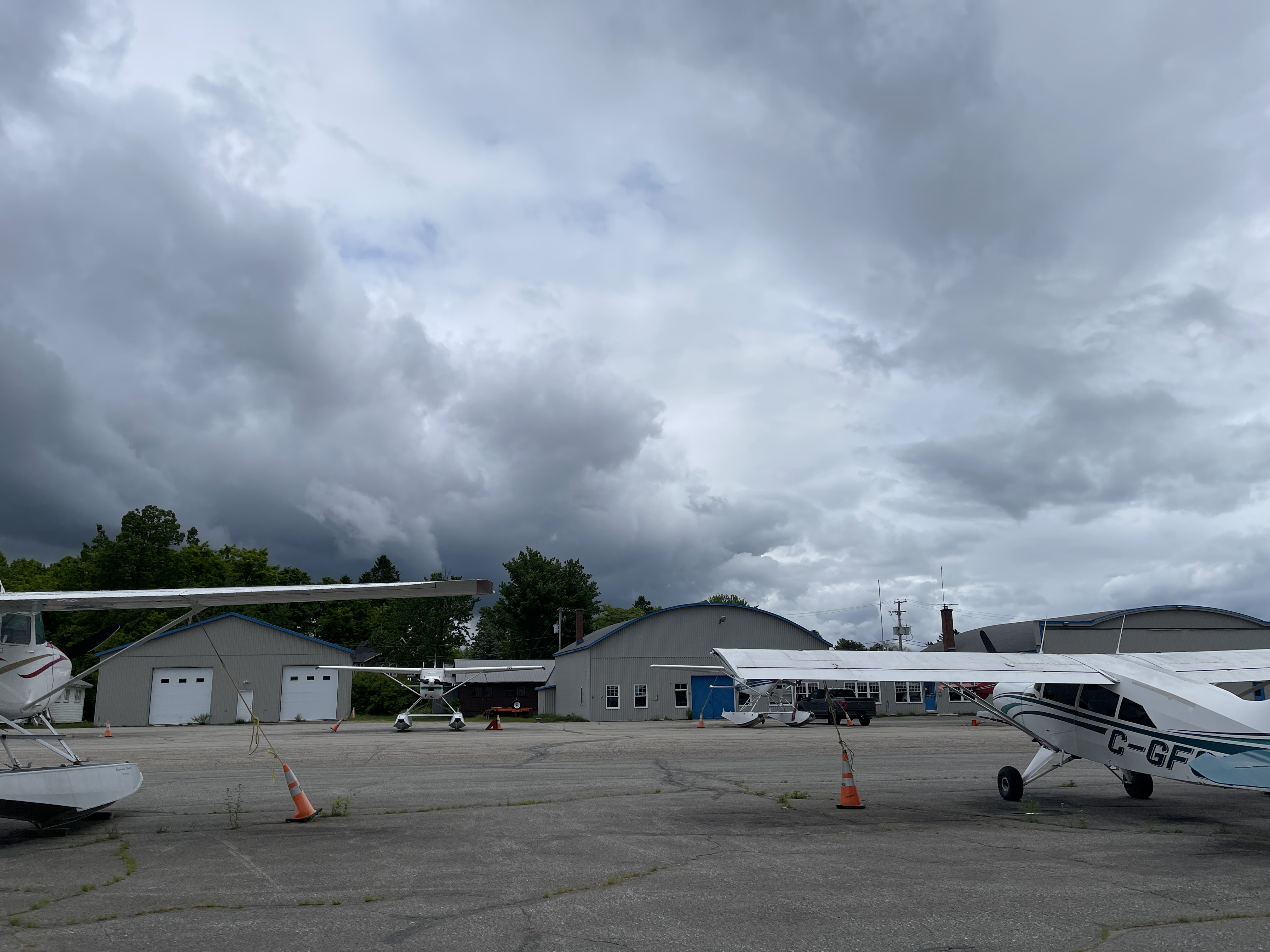
Tarmac de l'aérodrome de Lac-à-la-Tortue, chemin de la Vigilance
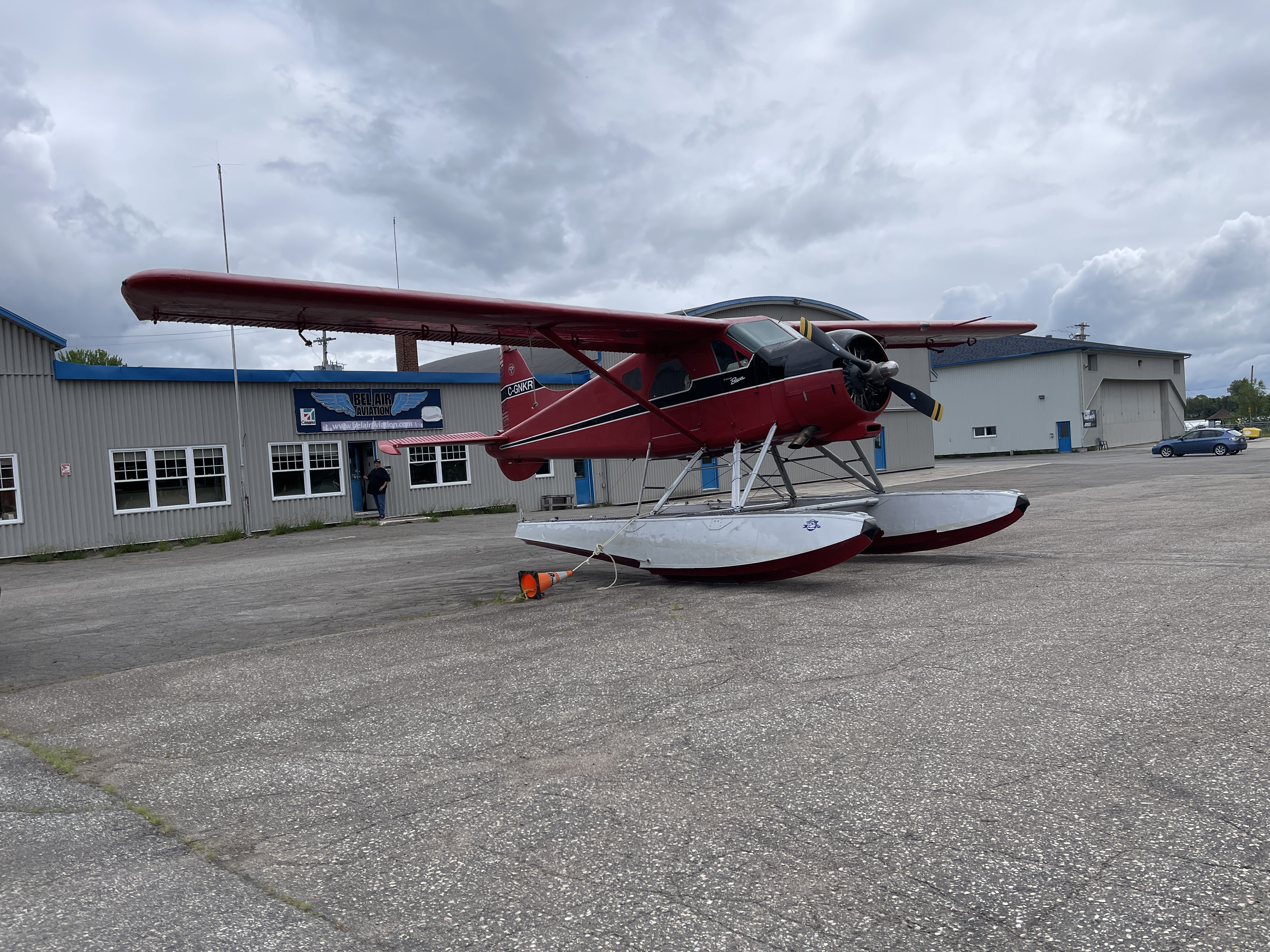
Tarmac de l'aérodrome de Lac-à-la-Tortue, chemin de la Vigilance
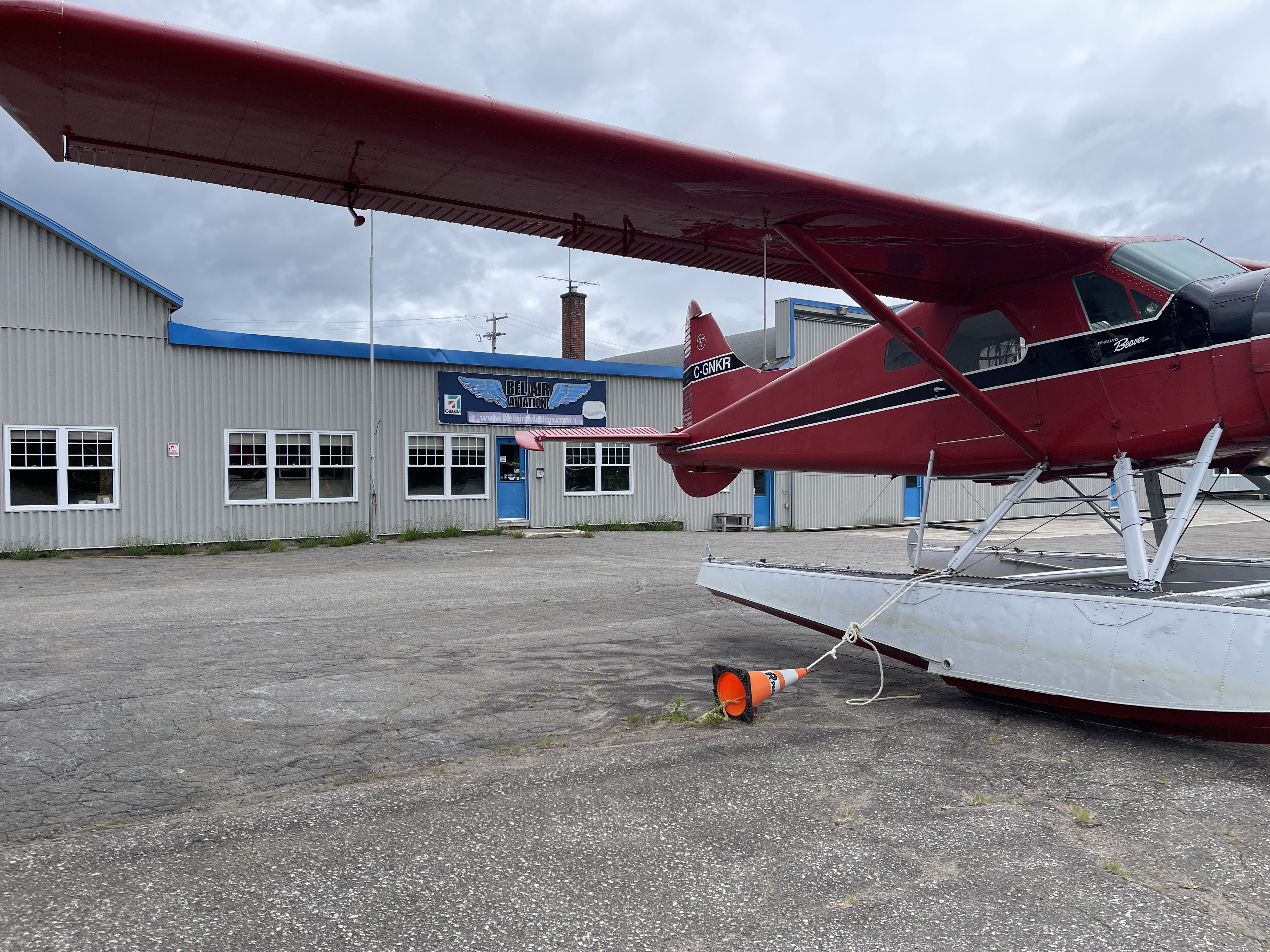
Tarmac de l'aérodrome de Lac-à-la-Tortue, chemin de la Vigilance